# Janina Altman
Janina Altman, nacida Hescheles, (Leopólis, Polonia (actualmente, Ucrania); 2 de enero de 1931-Haifa, 24 de julio de 2022) fue una química y escritora polaco-israelí.

## Biografía
Nació en una familia judía polaca. Su madre, Amalia (nacida Blumenthal), fue maestra de hebreo. En mayo de 1943 se suicidó en el campo de concentración Janowska; su padre, Henryk Hescheles dirigía el periódico sionista en polaco Chwila (El Momento), uno de los más importantes periódicos de Leopólis, antes de la Segunda Guerra Mundial y lo mataron en julio de 1941, en un pogrom los primeros días de la ocupación alemana.
También fue confinada en el campo Janowska, donde escribió y recitó sus poemas a las prisioneras. Aquello llamó la atención del escritor Michał Borwicz, quien organizaba reuniones literarias clandestinas en el campo. Los amigos de resistencia de Michał, organizaron su fuga, gracias a lo cual Janina pudo escaparse en octubre de 1943. Varias familias de Cracovia la ocultaron hasta que en octubre de 1944, la acogieron en un orfanato y tras la guerra fue a parar a Sopot, donde finalizó el bachillerato en 1949.
En 1950 emigró a Israel y estudió química en el Technion, donde trabajó luego, doctorándose en química orgánica en 1962.
Vivió con su marido en Haifa y tuvieron dos hijos, ambos matemáticos y viviendo en Francia. Fue miembro del Partido Comunista de Israel y tras la Primera Intifada apoyó al movimiento Mujeres de Negro.

## Obra publicada
Parte de sus experiencias vienen narradas en Oczyma dwunastoletniej dziewczyny (A través de los ojos de una niña de doce años). El libro fue traducido a alemán, español, catalán, finlandés y ucraniano.